# Медная тетра
Медная тетра (лат. Hasemania nana) — тропическая пресноводная рыба из семейства харациновых отряда харацинообразных. Популярная аквариумная рыбка.
Длина тела самок до 5 см, самцов до 2,7 см. Окраска самцов медная с жёлтым и зелёным оттенками в зависимости от положения источника света, непарные плавники медно-красные с белыми концами, по середине хвостового плавника проходит широкая чёрная полоса с двумя желтыми пятнами по бокам у его основания, продолжающаяся на хвостовом стебле. Самки серебристо-серые, крупнее и полнее самцов.
Распространена в бассейне реки Сан-Франсиску в штате Минас-Жерайс на юго-востоке Бразилии. Обитает в водоёмах с температурой воды +22…+28 °C, pH = 6,0—8,0 и жёсткостью воды dH = 5—19. Пелагическая рыба.
Питается мелкими ракообразными и червями, растительностью. В аквариумах самки откладывают до 300 икринок, выклев через 2—3 дня.
|  |  |